# 変動地形

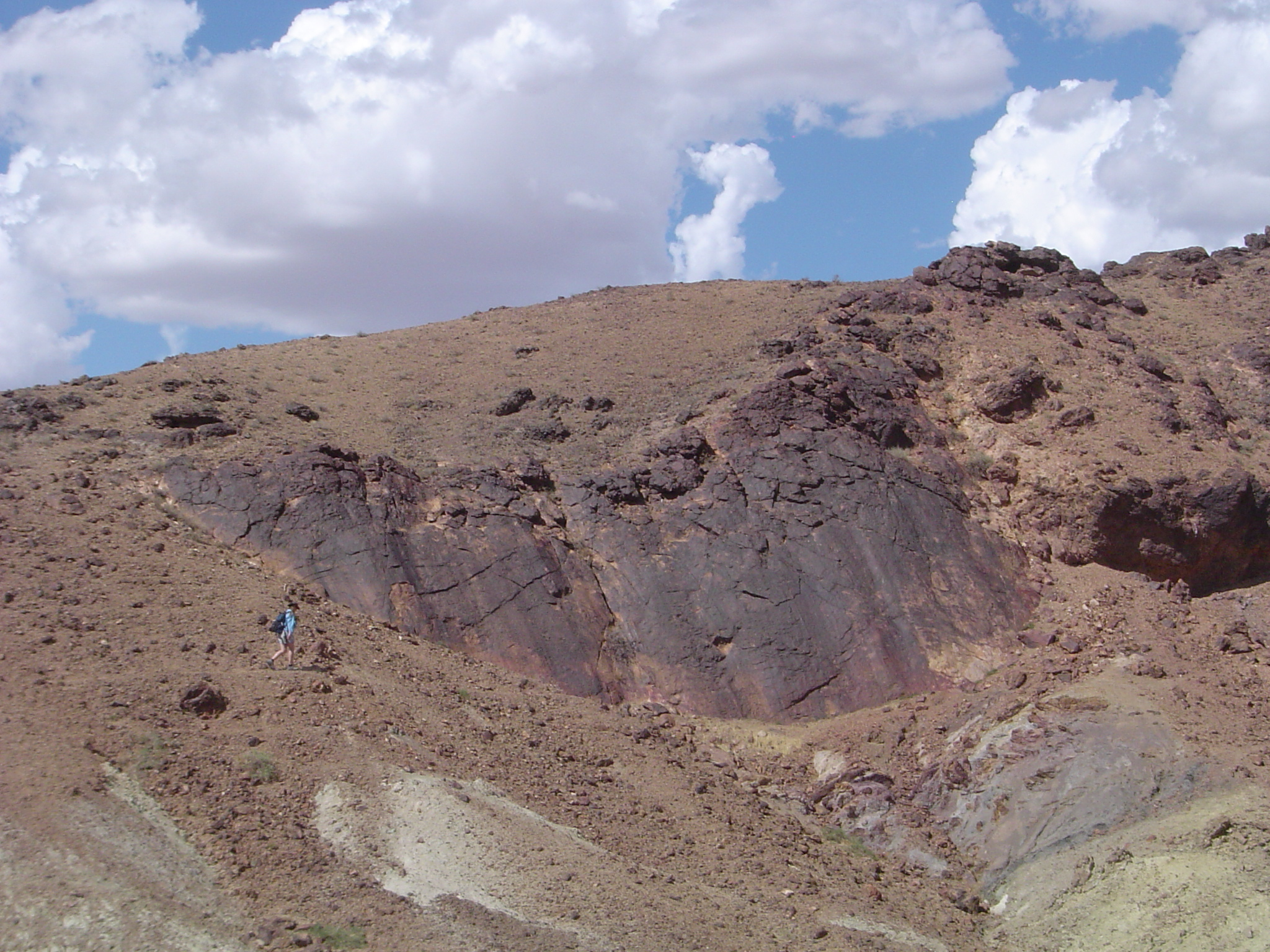
モンゴルのゴビ砂漠で見られる断層崖

変動地形（へんどうちけい、英語: tectonic landform）は、地殻変動の影響で形成された地形のことであり、新しい変動帯において特徴的に見られる。断層地形、褶曲地形、曲隆山地、曲降盆地、傾動地塊などが含まれる。
もともとは構造地形（structual landform）として扱われていたが、侵食地形と区別することが重視されるようになり、変動地形という用語が使用されている。
変動地形には大規模なものから小規模なものまで存在し、規模の幅が大きい。大規模な変動地形はプレート運動の影響により、中央海嶺系や島弧海溝系が挙げられ、プレートテクトニクスとの関わりが深い。中規模の変動地形は地殻の変動で形成され、断層地形、曲動地形、褶曲地形などが挙げられる。小規模の変動地形では、岩石強度の超過による断裂などが挙げられる。
変動地形を判読するためには侵食地形や堆積地形ではないこと、すなわち地殻変動に起因する地形であることを確認する必要がある。地形面や地形線の変形をもとに判断していけばよい。

## 断層地形
断層地形（だんそうちけい、fault topography, fault landforms）とは、断層が任意の形態で地表面に表出している地形のことである。断層地形は断層変位地形（displaced fault landforms）と断層削剥地形（denuded fault landforms）の2つに分けられる。

### 断層変位地形
断層変位地形とは断層運動に伴い直接的に形成された地形のことである。縦ずれ断層運動によって形成された地形を縦ずれ断層変位地形、横ずれ断層運動によって形成された地形を横ずれ断層変位地形とよぶ。
縦ずれ断層運動に伴い地表面の上下方向でのズレが発生し、断層崖（fault scarp）や撓曲崖（flexure scarp）などが形成される。断層崖と撓曲崖をあわせて変動崖（tectonic scarp）といい、山地と盆地や平野の境界において形成されることが多い。
断層崖は断層運動による地表面の切断によって形成され、撓曲崖は地表面のたわみによって形成される。断層運動による変位が小さいときは、地層上部が塑性変形に限られ剪断変形がなされないため撓曲が起こるが、変位量が大きいとき、あるいは断層運動が繰り返された場合は剪断変形により地表面が切断され、断層崖が形成される。

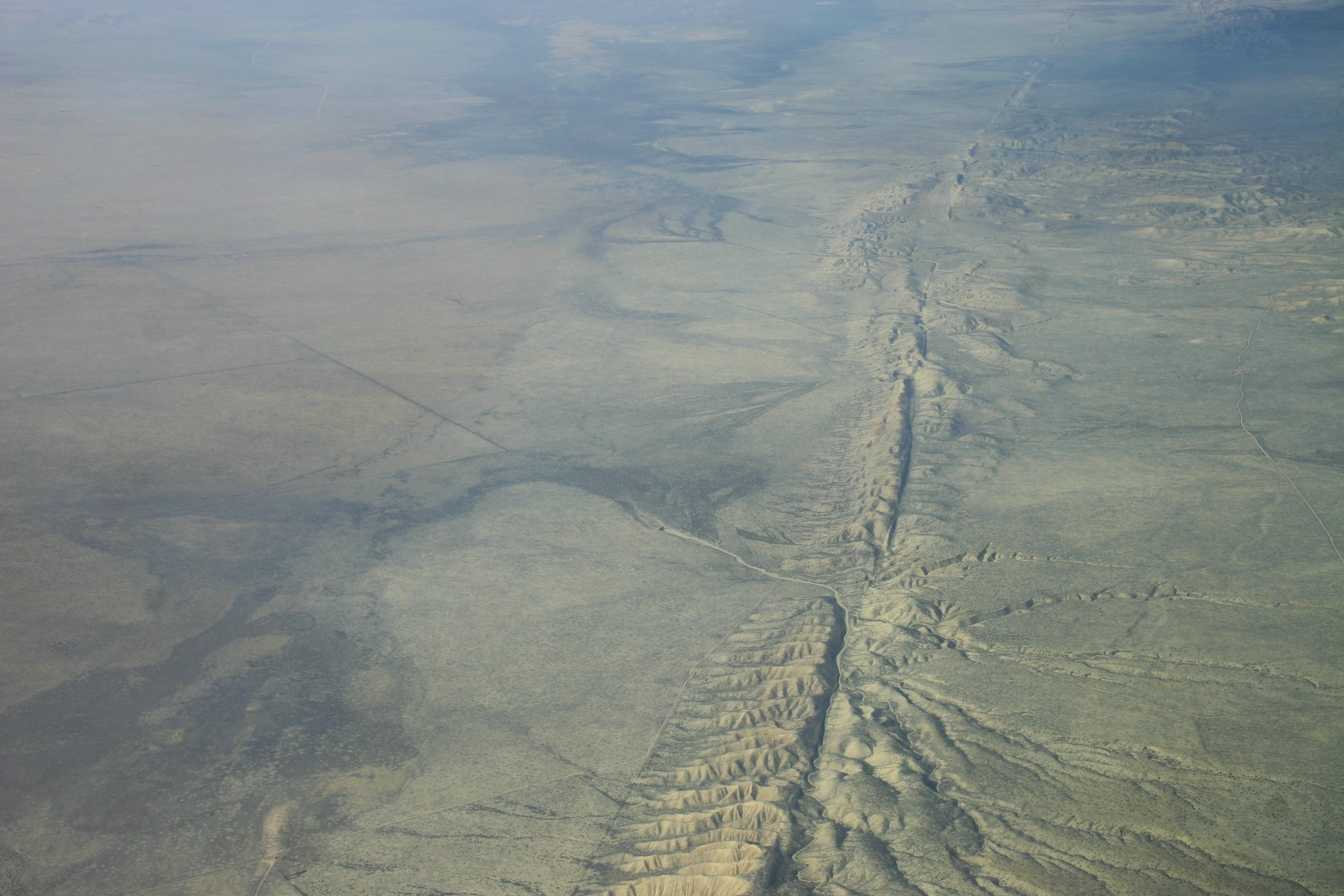
アメリカ合衆国のサンアンドレアス断層で見られる横ずれ断層変位地形

一方、横ずれ断層変位地形では水平方向に地表面のズレが発生し、地形線の屈曲などに現れる。このような屈曲し食い違った状態のことはオフセット（offset）とよばれる。オフセットに着目することで、右横ずれ断層と左横ずれ断層を見分けることができる。
オフセットが起きている谷を横ずれ谷（offset valley）、尾根については横ずれ尾根（offset ridge）という。また、尾根の横ずれに伴い、近隣の谷の前面が囲まれて形成された地形を閉塞丘とよぶ。この他、横ずれに伴い局所的な地形の膨らみや凹地の形成も起こる。
なお、断層変位地形は活断層の存在を把握するために重要であり、地震予知の観点からも研究が進められている。

### 断層削剥地形
断層削剥地形は、古い断層の影響による差別侵食によって形成された直線状の削剥地形のことで、断層線崖（fault-line scarp）、断層線谷（fault-line valley）などに分けられる。断層線崖とは、古い断層線を境界として岩石層の侵食の受けやすさが異なることにより、侵食されやすい側が削剥されることでつくられる崖のことである。断層線谷とは、古い断層がある場所で、侵食を受けやすい断層破砕帯で削剥が進行することで形成される谷のことである。

## 褶曲地形

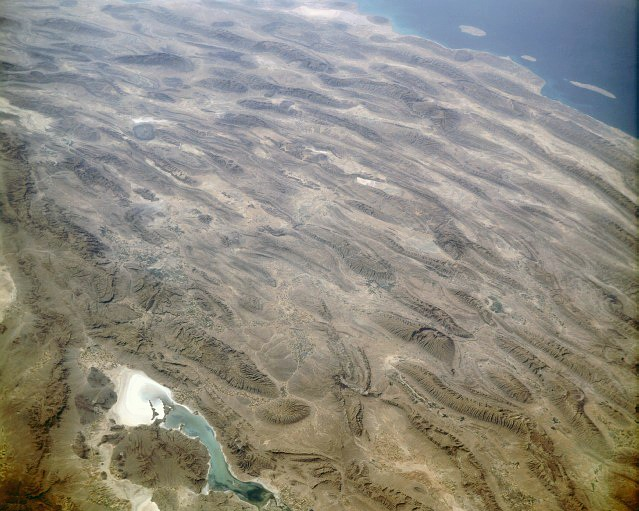
ザグロス山脈の褶曲地形

褶曲地形（しゅうきょくちけい、fold landforms）とは、褶曲に伴い形成された地形のことである。褶曲地形は褶曲変位地形（displaced fold landforms）と褶曲削剥地形（denuded fold landforms）の2つに分けられる。
褶曲変位地形は活褶曲の活動に伴い形成された地形のことで、活背斜地形と活向斜地形に分けられる。活背斜地形は、活背斜運動で形成され凸型をなした、周囲より標高が高い地形である。一方、活向斜地形は凹型で周囲より標高が低く、活向斜運動により形成される。
褶曲削剥地形は、過去の褶曲地形が差別削剥を受けることで形成された地形のことである。背斜部が尾根、向斜部が谷として残ったうえで背斜山稜や向斜谷を形成することは限定的であり、岩層間での侵食の受けやすさの相違から、背斜部が谷、向斜部が尾根になり向斜山稜や背斜谷を形成することもある。これにより、ホッグバック、同斜山稜、ケスタ、削剥高原、地層階段、メサ、ビュートなどの差別削剥地形が形成される。

## 曲動地形
曲隆によって形成された山地のことを曲隆山地とよび、例として四国山地が挙げられる。一方、曲降によって形成された盆地を曲降盆地とよび、関東平野などが該当する。関東平野では日本国内において曲降が最も激しく、第四紀に関東造盆地運動という地殻変動を受けたことに起因する。曲隆山地と曲降盆地をあわせて曲動地形（きょくどうちけい、warped landform）とよぶ。

## 傾動地塊
傾動により形成された地塊を傾動地塊（けいどうちかい、tilted block）とよび、活褶曲地域に存在することが多い。多くは地塊の片側または両側に断層があり、傾動断層地塊（tilted fault block）ともいう。
傾動地塊は断層や地震との関連性が大きく、傾動をもとに過去の地震活動も把握できる。